# Barden (Volksstamm)
Die Barden waren ein germanischer Volksstamm.

## Geschichte
Die Barden waren südlich der Elbe ansässig, im Gebiet von Bardowick und Lüneburg. Ihre Herkunft und Identität sind nicht mit letzter Sicherheit bestimmbar; traditionell gelten sie jedoch als Nachkommen einer langobardischen Teilgruppe, die nicht im 2. Jahrhundert nach Süden abwanderte. Sowohl die Namen der Stadt Bardowick als auch des umgebenden Bardengaus werden üblicherweise auf die hier ansässigen Barden zurückgeführt, wenn diese Deutung auch nicht völlig unumstritten ist. Der Namenforscher Hans Bahlow etwa führt den Ortsnamen Bardowick, von dessen alteuropäischer Herkunft er ausgeht, auf ein germanisches Wort (bard/bart) mit der etymologischen Bedeutung „Sumpf, Morast“ zurück.
Explizite Erwähnungen der Barden liegen nur spärlich und erst in relativ später Zeit vor. So verwendet Helmold von Bosau in seiner im 12. Jahrhundert verfassten Slawenchronik den Stammesnamen wiederholt für die im Lüneburgischen ansässigen Sachsen. Das legt nahe, dass die Barden durch Assimilierung im Verlaufe der Jahrhunderte zu einem sächsischen Teilstamm geworden waren.
Über ihre Gesellschaft und Kultur ist nichts bekannt. Nach dem 12. Jahrhundert werden sie nicht mehr erwähnt, so dass anzunehmen ist, dass sie nicht mehr als spezifische Gruppe wahrnehmbar waren.